# ديفيد ستيل (معلق رياضي)
ديفيد ستيل (بالإنجليزية: David Steele)‏ هو معلق رياضي أمريكي، ولد في 13 أغسطس 1953 في جاكسونفيل في الولايات المتحدة.